# 鈴木忠平
鈴木 忠平（すずき ただひら、1977年- ）は、日本のノンフィクション作家、スポーツライター。

## 人物・来歴
愛知県立熱田高等学校を経て、名古屋外国語大学を卒業後、日刊スポーツ新聞社、『Sports Graphic Number』（文藝春秋）編集部を経てフリーとなる。
2022年、落合博満を描いた『嫌われた監督 落合博満は中日をどう変えたのか』で、2021年度ミズノスポーツライター賞と、第53回大宅壮一ノンフィクション賞を、それぞれ受賞した。

## 著書
- 『清原和博への告白 甲子園13本塁打の真実』文藝春秋〈Sports Graphic Number Books〉、2016年12月　のち文庫
- 『嫌われた監督 落合博満は中日をどう変えたのか』文藝春秋, 2021年9月　のち文庫
- 『虚空の人 清原和博を巡る旅』文藝春秋, 2022年7月
- 『アンビシャス 北海道にボールパークを創った男たち』文藝春秋, 2023年3月
- 『いまだ成らず 羽生善治の譜』文藝春秋, 2024年5月